# قطعنامه ۲۰۹۲ شورای امنیت
قطعنامهٔ ۲۰۹۲ شورای امنیت سازمان ملل متحد سندی بین‌المللی دربارهٔ وضعیت در گینه بیسائو است. این قطعنامه طی نشست شورای امنیت سازمان ملل متحد در تاریخ ۲۲ فوریه ۲۰۱۳ میلادی با ۱۵ رأی موافق، ۰ مخالف و ۰ ممتنع به تصویب رسید.